# المقرن (إب)

تعديل مصدري - تعديل

المقرّن محلة تابعة لقرية رجاح، التابعة لعزلة شعب يافع بمديرية إب إحدى مديريات محافظة إب في الجمهورية اليمنية.، بلغ تعداد سكانها 57 حسب تعداد اليمن لعام 2004.